# チック・リット
チック・リット（英語: chick lit）は大衆小説のジャンルで、「個々の主人公の試練と苦難に焦点を当てた、ヒロイン中心の物語で構成されている」もののことを指す。このジャンルは多くの場合、現代における「女性らしさ」の問題（恋愛関係や女性の友情、職場での問題など）をユーモラスで軽快な方法で取り扱っている。
このジャンルが始まった当初、チック・リットの主人公は「独身、白人、異性愛者、イギリス人かアメリカ人の女性、20代後半から30代前半、大都市圏在住」である傾向が高かった。このジャンルは1990年代後半に人気が出てきて、チック・リットの小説がベストセラーとなったり、チック・リットに特化した出版社ができたりした。チック・リットの批評家の間では、チック・リットのジャンルの始まりはイギリスの作家キャサリン・アリオットのThe Old Girl Network（1994年）であり、チック・リットの「原典」として広く知られているヘレン・フィールディングの『ブリジット・ジョーンズの日記』（1996年）は、これにインスピレーションを受けたものであるということで合意している。

## 歴史

### 用語の起源と発展
"chick"は英語で「雛鳥」を意味し、転じてアメリカのスラングで「若い女性」を意味する。"lit"は"literature"（文学）の短縮形である。チック・リットの研究者は、この用語の初出は、1995年のクリス・マッツァとジェフリー・デシェルが編集したアンソロジーChick Lit: Postfeminist Fictionであるとしている。これは、マッツァとデシェルの「ポスト・フェミニストの作品を」という呼びかけに応えた22の短編小説を収録したものである。1990年代半ばには、女性作家が女性読者のために書いたフィクションを指す言葉として、様々なメディアでこの言葉が使われるようになった。
この用語を、この用語が生まれる以前の同様の女性向け作品についても適用して、"chick lit in corsets"（コルセットを着たチック・リット）と呼ぶことがある。また、このジャンルの要素と青春物語を組み合わせた、若い読者向けのチック・リットのことを"chick lit jr."（チック・リット・ジュニア）という。

### 論争
チック・リットは、読者の間では非常に人気となったが、批評家の大半はこのジャンルを支持しなかった。『ニューヨーク・タイムズ』紙の書評において、アレックス・クジンスキーはフィールディングの小説を特に非難し、「ブリジットは男に狂わされた無力感に浸っている哀れな姿であり、彼女の愚かさは言い逃れできない」と書いた。作家のドリス・レッシングはこのジャンルを「すぐに忘れられてしまう」とし、ベリル・ベインブリッジは「泡のようなもの」(a froth sort of thing)と呼んだ。編集者エリザベス・メリックは、2005年にアンソロジーThis Is Not Chick Lit（これはチック・リットではない）を出版した。メリックはこの本の紹介文の中で「チック・リットのお決まりのパターンは我々の感覚を麻痺させる」と主張した。編集者ローレン・バラッツ＝ログステッドは、メリックの本に対抗して2006年にThis Is Chick Lit（これがチック・リットだ）を出版し、このプロジェクトは「怒りから生まれたものである」と述べた。
このジャンルの作家たちは、その弁護に乗り出した。チック・リット作家のジェニー・コルガンは、すぐさまレッシングとベインブリッジに反撃した。『グッド・イン・ベッド』（2001年）や『イン・ハー・シューズ』（2002年）など数多くのチック・リット小説を著したジェニファー・ウェイナーは、常にチック・リットを擁護した。『スレート』誌2013年5月22日号では、『ウーマン・アップステアーズ』（2013年）の著者である小説家クレア・メスードが、女性の小説と主人公の好感度について語ったコメントに対する、ウェイナーの記事を掲載した。ウェイナーはその記事の中で、商業小説、特に女性の商業小説に存在する偏見に疑問を投げかけた。ウェイナーは、『ニューヨーク・タイムズ』紙に"The Snobs and Me"を執筆するなど、チック・リットに対する人々の認識に挑戦し続けている。この記事では、自分の作品を軽視する文化的風土の中で、自分の作品を信じようとする彼女の個人的な葛藤が綴られている。
ダイアン・シップリーなどの他の作家もこのジャンルを擁護している。特に、フェミニストのグロリア・スタイネムがウェイナーの意見に共鳴し、女性の文学に対する偏見に注目しながら、自分たちがこの言葉を使っていること、そしてこの言葉が女性や女性の小説について何を語っているのかを問うよう人々に求めた。

### その後の状況
出版社がこのジャンルをプッシュし続けているのは、売上が高い状態が続いているからである。作品の市場性を高めようとして、この用語の様々な派生語が造語されてきた。
『リファインリー29』のライター、ローレン・ルヴァイン(Lauren Le Vine)は、2016年3月に"The Chick-Lit Books That Won't Destroy The Feminist Inside You"（あなたの中のフェミニストを破壊しないチック・リット本）と題して、女性が女性のために書いた8冊の本を紹介した。ルヴァインは、女性を題材にした小説の文学的伝統には、時に、買い物に夢中になって夫とはぐれた女性が夫を探すという物語が含まれており、このような本はフェミニストの価値観と矛盾しているということを認識している。しかし、ルヴァインはヘレン・フィールディングの1996年の小説『ブリジット・ジョーンズの日記』を紹介する際に、「一人の女性が個人的な満足感（それは彼女にとって愛、キャリアの成功、身体の受容を意味する）を見つけようとすることにのみ焦点を当てた本であり、それはフェミニズム（どの波に乗っても）とは何かということである」と書いている。
『パブリッシャーズ・ウィークリー』誌の編集者であるサラ・ネルソンは、2008年に、チック・リットというジャンルの中で考えられるものの定義が、より完成度が高く、「成長した」ものになってきていると示唆している。
2000年、『シドニー・モーニング・ヘラルド』は、女性読者を対象とした小説の新しいトレンドについて、次のように述べた。「ポスト・トーリー、ポスト・グランジの軽やかさの精神が、雑誌を読む女性やテレビを見る女性たちの間に広まっていった。この小説は、『チック小説』(chick fiction)または"chicfic"いう『出版現象』の誕生であり、主題、パッケージ、マーケティングによってすべてが統一されている。キャンディ・ブライトで、ピンクと蛍光色の重い表紙、『キャンディ・ブライト』なタイトルにより、簡単に消化しやすく、良い笑いを提供することをほのめかしている。そのような本は、雑誌の記事、小説や小説化されたもの、テレビと、自宅で一晩で消化できる快適な食べ物のハイブリッドとして市場に位置づけられている。」

## 構成
チック・リットは一般的に女性が主人公であり、プロットの中でその女性らしさが重要なテーマとなっている。ほとんどの場合で現代世界を舞台としているが、歴史上の時代を舞台とした作品もある。扱われている問題は、しばしば消費主義よりも深刻なものである。例えば、マリアン・キーズの『子持ちクレアの逆転勝利』(Watermelon)は、現代世界で母親であることに悩む主人公を描いている。宗教的なチック・リットの市場も成長している。他のタイプの大衆小説と同様に、著者や出版社は多くのニッチ市場をターゲットにしている。主人公の民族、年齢、社会的地位、配偶者の地位、キャリア、宗教などは様々である。goodreadsでは、チック・リットは恋愛小説のサブジャンルとしては扱われていない。それは、チック・リットは、プロットに恋愛の要素が含まれていることもあるが、恋愛関係と同じくらいにヒロインの家族や友人との関係が重要であることが多いからである。チック・リットのやや厳しいジャンルルールにより、チック・リットの作家が異なるジャンルに進出するのは難しくなっているが、チック・リットは歴史小説に結びつくこともできる。
女性作家の中には、自分の作品が「チック・リット」というレッテルを貼られるのを避けるために行動している人もいる。例えば、『ガーディアン』紙の2010年の記事によれば、ユーモア作家のD・J・コンネルは、自身の作品がチック・リットとされるのを避けるために、ペンネームを「ダイアン」から「D・J」というイニシャル表記に変更した。コンネルは、女性名でユーモアを書くことは、自身の作品を危険にさらすことになり、チック・リットのレッテルが貼られた場合、その作品は真剣に受け取られないだろうと言った。別の例では、作家のルース・ギリガンは、自身の作品がチック・リットとみなされることで、どのように一般の人々、エージェント、出版社から軽蔑されたかについて書いている。ギリガンは、大学のキャンパスでの性的暴行についての小説で新しいスタイルを試したが、出版社は明るい花のような表紙を提示し、ギリガンはこれを失礼だと感じた。